# FC Drava Ptuj
Football Club Drava Ptuj ali preprosto FC Drava Ptuj je slovenski nogometni klub iz Ptuja, ki igra v Tretji slovenski nogometni ligi. "Kurenti" oz. "plavi" so bili ustanovljeni leta 2004 in niso priznani kot legalni naslednik NK Drave Ptuj.
Drava je osvojila 4 pokale MNZ Ptuj, 1 Tretjo slovensko nogometno ligo vzhod in 1 Superligo MNZ Ptuj. Njihova najvišja uvrstitev je bilo 2. mesto v 2.SNL v sezoni 2017/18, kjer so kasneje igrali kvalifikacije za PrvoLigo, a so po obetavni prvi tekmi proti Triglavu, svojo drugo tekmo izgubili in se tako niso prebili v PrvoLigo.
FC Drava ima močno rivalstvo s sosednjim Aluminijem iz Kidričevega, kljub temu, da je Drava v zadnjem času igrala v nižjih ligah, so tekme z Aluminijem še vedno precej pričakovan dogodek.

## Zgodovina

### Nastanek (2004)
Nogometna šola Drava Ptuj, je bila ustanovljena 1. decembra 2004. Njen prvi predsednik pa je postal Marjan Pongrac. 

### Izpad v Četrto ligo (2011–2013)
V tekmovalni sezoni 2011/2012 je članska ekipa Drave po izključitvi iz druge slovenske nogometne lige nastopala v Štajerski nogometni ligi (takrat četrti ligi). Ptujčani so imeli pred sezono cilj preskočiti v višji razred tekmovanja, vendar je mlada ekipa zelo nihala v svojih predstavah pod vodstvom trenerjev Tomislava Grbavca in Boruta Šalamuna. Ptujčani so za napredovanje izgubili preveč odločilnih tekem ter na koncu osvojili četrto mesto. V sezoni 2012/2013 je Medobčinska nogometna zveza Ptuj ustanovila novo tekmovanje imenovano Super Liga. V tem tekmovanju je bila Drava z novim trenerjem Francem Fridlom za razred boljša od tekmecev, saj je na petindvajsetih tekmah zabeležila triindvajset zmag in dva neodločena rezultata. Impozantna je bila tudi gol razlika, saj so zadeli sto tri zadetke in jih prejeli triintrideset. Prvo mesto v Superligi jim je prineslo dodatne kvalifikacije za vstop v 3. slovensko nogometno ligo vzhod, ki so jih igrali proti Šoštanju. V gosteh so remizirali z 1:1, doma pa zmagali s 4:0, ter se tako uvrstili v tretjo ligo.

### Uvrstitev v Tretjo Ligo (2013–2015)
Po igranju v nižjih ligah so v sezono 2013/14 "plavi" vstopili kot prvaki četrte lige in se preselili v tretjo ligo vzhod. Ptujska Drava je kar nekaj časa držala odlično pozicijo na lestvici. Nekajkrat so se zavihteli tudi na prvo mesto prvenstvene razpredelnice, a jim je ob koncu prvenstva zmanjkalo moči, da bi le tega tudi osvojili. Usoden je bil poraz prav proti neposrednim tekmecem v 20. krogu, ko jih je Dravinja v Slovenskih Konjicah premagala s 4:0. Člani izvršnega odbora NZS so pred novo sezono na redni seji na Brdu pri Kranju reorganizirali tekmovanje 3. slovenske nogometne lige, ki je bila doslej razdeljena na dve diviziji in sicer 3. SNL – vzhod in 3. SNL – zahod. Izvršni odbor je podal predlog za reorganizacijo tekmovanja v tretji ligi, ki naj bi bila od sezone 2014/15 razdeljena na štiri divizije. Ustanovljene so bile lige vzhod (iz MNZ Murska Sobota in MNZ Lendava), sever (iz MNZ Maribor in MNZ Celje ter MNZ Ptuj), center (iz MNZ Ljubljana in MNZ Gorenjska Kranj) ter zahod (iz MNZ Koper ter MNZ Nova Gorica). V sezoni 2014/2015 je Drava tako nastopala v 3.SNL- Sever in si z drugim mestom (prvo je osvojila ekipa Maribor B) priigrala kvalifikacije za vstop v drugo ligo. Tretja točka pravilnika o drugi članski ekipi nogometnega kluba 1. SNL namreč veleva, da lahko klubi 1.SNL (v tem primeru NK Maribor) z drugo člansko ekipo nastopajo le v 3. SNL ali tekmovanju nižjega ranga. V primeru, da druga članska ekipa osvoji mesto, ki prinaša napredovanje v višji rang, pravica napredovanja pripada naslednje uvrščeni ekipi. Ta pravica je tako pripadla drugouvrščeni Dravi, ki se je za mesto v 2. slovenski nogometni ligi pomerila z NK Odranci, prvaki tretje lige vzhod. Na prvi tekmi, ki se je odigrala na Ptuju, so igralci Drave zmagali z 2:0, v gosteh pa izgubili z 2:1. Drava je zaradi boljšega skupnega rezultata v sezoni 2015/2016 zaigrala v drugi slovenski nogometni ligi.

### Napredovanje v Drugo Ligo (2015–2017)
Prvo sezono po povratku v 2. SNL je Drava Ptuj končala z odličnim 3. mestom. Prvi strelec ekipe je bil Nastja Čeh z osmimi zadetki.
FC Drava Ptuj je v sezoni 2016/2017 nastopala v 2. SNL, kjer je med 10-imi ekipami osvojila 5 mesto z 31. točkami. Trener ekipe je bil Simon Sešlar, prvi strelec ekipe pa Adnan Bešić s 14-imi zadetki.

### Skorajšnja vrnitev v PrvoLigo (2017–2018)
V sezoni 2017/2018 je Drava Ptuj osvojila 2. mesto v 2. SNL, končala je le za kajsnejšimi prvaki PrveLige Muro. Takrat so zbrali največ točk v drugi ligi v zgodovini kluba: 66. Za uvrstitev v PrvoLigo je Drava odigrala dve kvalifikacijski tekmi proti Triglavu. Prvo tekmo na Ptuju je odigrala z 1:2, drugo tekmo v Kranju je začela obetavno potem, ko je Jaka Bizjak zadel dva gola in Dravo popeljal do vodstva skupnem seštevku, je Drava popustila in prejela 4 zadetke. Tako si je obstanek z zmago na obeh tekmah priigral klub iz Kranja. Najboljši strelec v celotni sezoni je bil Nastja Čeh, z 10-imi zadetki.

### Obstanek v Drugi ligi (2018–2021)
Sezono 2018/19 je Drava Ptuj prav tako odigrala v 2. SNL. Osvojila je 7. mesto s 45 točkami med 16-imi ekipami. Največ nastopov med vsemi igralci je zbral Mitja Rešek, največ zadetkov, 11, je dosegel Matthias Fanimo.
Nedokončano oz. prekinjeno sezono 2019/2020 (COVID19) je Drava Ptuj v 2. SNL končala na 11. mestu. Največ tekem je odigral Matic Marcius, največ zadetkov (9) pa je dosegel Nermin Haljeta.
Sezono 2020/2021 je Drava v 2.SNL zaključila na 13. mestu. Največ tekem je odigral Drilon Kryzeiu (22), največ zadetkov pa Amir Kahrimanović (5).

### Izpad v Tretjo ligo (2021–2022)
Po katastrofalni sezoni 2021/2022 je članska ekipa Drave sezono končala na 16.mestu, kar pomeni, da je izpadla iz druge slovenske nogometne lige.

### Obstanek v tretji ligi (2022–2023)
V 2022 je Dravo prevzel primorski poslovnež Andrej Maglica, prav tako pa je to sezono pridobila novega proizvajalca dresov japonsko podjetje Mizuno. Klub je tudi spremenil ime iz NŠ Drave Ptuj v FC Dravo Ptuj. Sezono so končali na 2. mestu, 2 točki za prvaki Dravinjo. V pokal Pivovarne Union se niso uvrstili, saj so izgubili proti Apačam že v 1. krogu predtekmovanja MNZ Ptuj. Njihov najboljši strelec je bil Klemen Mlakar, z 11-imi goli.

### Napredovanje v drugo ligo (2023–2024)
Drava je sezono zaključila na 1. mestu, 16 točk pred drugouvrščenim Krško Posavjem, sezono so prav tako zaključili z drugimi največ zadetimi goli v ligi in sicer z 81-imi, ter najmanj prejetimi 24-imi. Med sezono je klub zapustil trener Simon Dvoršak, ki je odšel v Bistrico. Zato je vodenje začasno prevzel športni direktor Edo Flego. Januarja 2024 pa se je v klub vrnil nekdanji trener Jura Arsić. V pokal Pivovarne Union se ponovno niso uvrstili, potem ko so v 1. krogu visoko odpravili Gerečjo vas z 1:7, so v 2. krogu predtekmovanja MNZ Ptuj izpadli proti Hajdini, končen rezultat je bil 5:6 po enajstmetrovkah. Njihov najboljši strelec v tej ligaški sezoni je bil kapetan Nik Erhatič z 10-imi goli.

### Povratek v drugo ligo (2024–2025)
Drava je po treh krogih na 6. mestu, 3 točke pred prvouvrščeno Gorico. Pred začetkom sezone je klub zapustil trener Jura Arsić, ki je odšel v Aluminij. Nasledil ga je nekdanji igralec Drave Saša Gajser. Trenutni najboljši strelec v ligaški sezoni je Nick Hanik Horvat z dvema goloma.

## Identiteta kluba

### Barve, dresi in vzdevki
Večino svojega časa Drava nosi modro barvo na dresih, od koder tudi izvira njihov vzdevek "Plavi". A še pred ustanovitvijo Drave, je pred njo obstajal SK Ptuj, ki je nosil vijolično barvo. Njihov drug vzdevek "Kurenti" izvira iz tradicionalnega pustnega lika Kurenta, ki je značilen za Ptuj in okolico.
Po izpadu Drave v četrto ligo leta 2011, so njihovi sponzorji bili Calcio Napoli 24, Canper in Dakinda.

#### Proizvajalci dresov
| Leta         | Proizvajalec dresov |
| ------------ | ------------------- |
| 2011–2013    | Errea               |
| 2013–2018    | Adidas              |
| 2018–2020    | Erima               |
| 2020–2022    | Kelme               |
| 2022–present | Mizuno              |

### Himna
Uradno himno navijačev FC Drave je sestavil znani Ptujčan, enigmatik in tiskar Edi Klasinc, poje pa se na melodijo pesmi Glory Glory Hallelujah!
Besedilo:
Mi navijamo za plave,
za igralce ptujske "Drave",
ki zaslužijo si zmago,
saj zanjo se bore.

Navijači brez zavisti,
saj "Dravašem" smo koristni,
res brez nas bi točke dali
nasprotniku v korist.

Vendar plavi se ne dajo,
saj igrati dobro znajo,
mreža tuja spet se trese, 
že točke novo so.

Točke "Drava" pridno zbira,
plavim nihče ni ovira,
če naprej tako še šlo bo,
še v ligi ostala bo.

## Zgodovina po sezonah
| Sezona  | Liga                | Mesto | Točke | Odigrane tekme | Zmage | Remiji | Porazi | Zadeti goli | Prejeti goli | Pokal                |
| ------- | ------------------- | ----- | ----- | -------------- | ----- | ------ | ------ | ----------- | ------------ | -------------------- |
| 2011-12 | Štajerska liga      | 4.    | 50    | 26             | 15    | 5      | 6      | 71          | 31           | se niso uvrstili     |
| 2012-13 | Super Liga MNZ Ptuj | 1.    | 71    | 25             | 23    | 2      | 0      | 103         | 33           | se niso uvrstili     |
| 2013-14 | 3. SNL - Vzhod      | 2.    | 57    | 26             | 18    | 3      | 5      | 59          | 23           | Osmina finala        |
| 2014-15 | 3. SNL - Sever      | 2.    | 61    | 26             | 19    | 4      | 3      | 82          | 29           | 1. krog              |
| 2015-16 | 2. SNL              | 3.    | 46    | 27             | 13    | 7      | 7      | 43          | 42           | Četrtfinale          |
| 2016-17 | 2. SNL              | 5.    | 31    | 25             | 9     | 4      | 12     | 45          | 55           | se niso uvrstili     |
| 2017-18 | 2. SNL              | 2.    | 66    | 30             | 21    | 3      | 6      | 68          | 37           | Osmina finala        |
| 2018-19 | 2. SNL              | 7.    | 45    | 30             | 13    | 6      | 11     | 49          | 35           | 1. krog              |
| 2019-20 | 2. SNL              | 11.   | 21    | 20             | 6     | 3      | 11     | 28          | 34           | se niso uvrstili     |
| 2020-21 | 2. SNL              | 13.   | 22    | 22             | 7     | 4      | 11     | 32          | 40           | Četrtfinale          |
| 2021-22 | 2. SNL              | 16.   | 20    | 30             | 5     | 5      | 20     | 30          | 92           | se niso uvrstili     |
| 2022-23 | 3. SNL - Vzhod      | 2.    | 49    | 25             | 14    | 7      | 4      | 55          | 22           | se niso uvrstili     |
| 2023-24 | 3. SNL - Vzhod      | 1.    | 63    | 26             | 20    | 3      | 3      | 81          | 24           | se niso uvrstili     |
| 2024-25 | 2. SNL              | 6.    | 4     | 3              | 1     | 1      | 1      | 5           | 3            | trenutno se ni začel |

- sezona 2024/25 še poteka.

## Stadion
Drava igra svoje tekme na Mestnem stadionu vse od leta 1955. Pred tem je klub igral na igrišču na desnem bragu Drave, igrišču v Ljudskem vrtu (Partizan), igrišču pri Rogozniški cesti (nekdanje skladišče Metalke). Pred izgradnjo stadiona na Ormoški cesti je prostor služil namenom kmetijstva in je bil v lasti grofa Herbersteina.
Stadion je bil zgrajen leta 1955. V letu 2005 je bil prenovljen, po prenovi si je eno izmed tekem si je ogledal tudi takratni predsednik UEFE Michel Platini.
Mestni stadion je eden izmed večjih stadionov v Sloveniji, njegova kapaciteta znaša 1,592 sedežev. Poleg nogometa služi tudi za namen atletike.
Poleg tega da na njem igra Drava, so v preteklosti za kratek čas igrali tudi Maribor, Zavrč in Domžale, ko so se izvajala dela na njihovih stadionih. Na njem pa so tudi zaigrale mladinske selekcije Slovenske nogometne reprezentance, največkrat je bila to selekcija U21. 

## Mednarodne tekme
| Datum              | Vrsta tekme                          | Ekipe                            | Rezultat |
| ------------------ | ------------------------------------ | -------------------------------- | -------- |
| 1. september 2010  | Prijateljska tekma                   | Slovenija U18 vs. Avstrija U18   | 2-4      |
| 6. september 2011  | Kvalifikacije za EURO 2013 do 21 let | Slovenija U21 vs. Ukrajina U21   | 1-1      |
| 5. junij 2012      | Kvalifikacije za EURO 2013 do 21 let | Slovenija U21 vs. Finska U21     | 2-0      |
| 10. september 2013 | Kvalifikacije za EURO 2015 do 21 let | Slovenija U21 vs. Danska U21     | 2-2      |
| 11. september 2018 | Kvalifikacije za EURO 2019 do 21 let | Slovenija U21 vs. Kazakhstan U21 | 2-1      |
| 11. oktober 2023   | Prijateljska tekma                   | Slovenija U16 vs. Avstrija U16   | 1-6      |

## Rivalstvo
Dravin največji rival je Aluminij iz sosednjega Kidričevega. Kljub temu, da je Drava v zadnjem času igrala v nižjih ligah, so tekme z Aluminijem še vedno precej pričakovan dogodek. Prva tekma po ponovni ustanovitvi kluba med Aluminijem in Dravo je potekala 4. oktobra 2015, ki si je končala z zmago Drave v Kidričevem.

## Nogometna šola Drava Ptuj
Nogometna šola Drava Ptuj, je bila ustanovljena 1. decembra 2004, prvi predsednik pa je postal Marjan Pongrac. Šola je vključevala otroke od petega leta starosti, k njihovemu delovanju pa sodita tudi kadetska in mladinska ekipa. V začetku je bilo v šolo vpisanih približno trideset otrok, a se je kasneje to število večalo. V sezoni 2008/2009 je tako nogometno šolo obiskovalo 450 otrok, ki so v petnajstih ekipah nastopali v različnih ligah. Poseben mejnik v delovanju šole je predstavljalo tudi prvo mesto v 2. slovenski kadetski in mladinski ligi ter posledično preboj v prvo ligo, v kateri je Nogometna šola Drava Ptuj nastopala tri sezone. Vse do sezone 2011/2012, ko je bila zaradi finančnih težav Nogometnega kluba Drava s strani Nogometne zveze Slovenije neopravičeno kaznovana in bila poslana v najnižji tekmovalni razred.  
Nogometno šolo danes obiskuje približno 200 otrok, selekcija do 15 let igra v 2. ligi, kjer je v sezoni 2023/24 končala na predzadnjem 9. mestu, kadeti igrajo v 2. SKL Vzhod, kjer so v sezoni 2023/24 zasedli 4. mesto, blizu povratka v EON NextGen ligo je bila selekcija U19, ki je na koncu zasedla 2. mesto, dve točki za zmagovalcem Fužinarjem iz Raven.

## Igralci

### Trenutna ekipa
| Št. | Država      | Položaj | Igralec                |
| --- | ----------- | ------- | ---------------------- |
| 1   | Hrvaška     | GK      | Kristijan Župić        |
| 3   | Slovenija   | DF      | Mihajlo Maletić        |
| 5   | Slovenija   | DF      | Fabian Pšajd           |
| 6   | Hrvaška     | DF      | Rafael Luka Stojanović |
| 7   | Portugalska | MF      | Ugo Coelho             |
| 8   | Francija    | MF      | Jonathan Tassin        |
| 9   | Srbija      | FW      | Uroš Mrdaković         |
| 10  | Slovenija   | FW      | Klemen Mlakar          |
| 11  | Mavricij    | FW      | Mike Gaspard           |
| 12  | Hrvaška     | GK      | Karlo Bliznac          |
| 15  | Slovenija   | MF      | Nik Bek                |

| Št. |           | Položaj | Igralec                 |
| --- | --------- | ------- | ----------------------- |
| 16  | Slovenija | MF      | Luka Gole               |
| 17  | Slovenija | DF      | Tilen Mlakar            |
| 18  | Italija   | MF      | Mouhamed Diomande       |
| 19  | Hrvaška   | DF      | David Žulj              |
| 20  | Slovenija | MF      | Jan Pušnik              |
| 22  | Slovenija | DF      | Aljaž Džankič (kapetan) |
| 25  | Avstrija  | DF      | Karlo Lalić             |
| 26  | Bolgarija | FW      | Vasil Andoni            |
| 29  | Slovenija |         | Jaka Nejc Gobec         |
| 31  | Slovenija | DF      | Gal Piskar              |
|     | Slovenija |         | Nai Lipuš               |
|     | Slovenija | FW      | Ambrož Čič              |

## Nekdanji znani nogometaši
Opomba: Nekateri nogometaši so klub zapustili že kot mladinci in niso zaigrali na nobeni članski tekmi.
| Slovenija - Nino Žugelj - Mitja Rešek - Siniša Anđelković - Nejc Skubic - Rok Kronaveter - Jon Šporn - Dejan Školnik - Franc Fridl - Nastja Čeh - Svit Sešlar - Marko Brest | Hrvaška - Miljenko Mumlek Nigerija - Matthias Fanimo |

## Nagrade
- 3. SNL Vzhod: 1

2023-24
- Superliga MNZ Ptuj: 1

2012–13
- Pokal MNZ Ptuj: 4

2014–15, 2016–17, 2017–18, 2019-20